# Dmitri Nikolajewitsch Jegorow
Dmitri Nikolajewitsch Jegorow (russisch Дмитрий Николаевич Егоров; * 14. Oktoberjul. / 26. Oktober 1878greg. in Jelez; † 24. November 1931 in Taschkent) war ein russischer Historiker und befasste sich besonders mit der Wirtschafts- und Sozialgeschichte Westeuropas.

## Schreibungen
In deutschen Bibliothekskatalogen und der historischen Literatur treten auch die Schreibweisen Dmitrij N., Nik. oder Nikolaevič Egorov und Dmitrij Nikolaus Jegorov auf. Die englische Transkription lautet Dmitri Nikolaevich Egorov.

## Leben
Der Mediävist und Kulturhistoriker war bis 1925 Professor an der Moskauer Staatlichen Universität, stellvertretender Direktor der Lenin-Bibliothek in Moskau und wurde 1928 zum Korrespondierenden Mitglied der Akademie der Wissenschaften der UdSSR. 1930 fiel er einer Säuberung zum Opfer und starb während seiner Verbannung in Taschkent. In der Großen Sowjetischen Enzyklopädie ist als Sterbeort Moskau angegeben.

## Werk
Sein Hauptwerk von 1915 über Mecklenburg, 1930 ins Deutsche übersetzt, machte ihn in Deutschland bekannt und verursachte bei deutschnationalen Historikern Kritik. Dies führte zu einer „deutliche(n) Radikalisierung“ der mecklenburgischen Landesgeschichtsschreibung. Nach Ansicht von Johannes Papritz, dem Leiter der Publikationsstelle Berlin-Dahlem, war die These, die Binnenkolonisation Mecklenburgs sei durch Slawen erfolgt, „den deutschen Interessen“ schädlich. Papritz intervenierte im Juli 1931 und sorgte für die Verurteilung des zweiten Bandes durch den Archivdirektor Hans Witte aus Neustrelitz, der den ersten Band in einer Rezension noch gelobt hatte. 1932 erschien als Nachlieferung ein dritter Band, in dem Witte Jegorovs Buch als „staatlich bestellte politische Arbeit“ bezeichnete; das Reichsministerium des Innern zahlte Witte dafür ein Honorar und übernahm weitere Kosten.

## Veröffentlichungen (Auswahl)
- Kolonizacija Meklenburga v XIII v. Slavjano-germanskija otnošenija v srednie věka. Moskau 1915. Deutsch: Die Kolonisation Mecklenburgs im 13. Jahrhundert. 2 Bände, Breslau 1930
- Metodika istorii : kurs, chitannyi na M. V. ZH. K. v 1915-16 uch. g, Moskau 1916